# Gare de Flers
Gare de Flers – stacja kolejowa w Flers, w departamencie Orne, w regionie Normandia, we Francji.
Jest stacją Société nationale des chemins de fer français (SNCF), obsługiwaną przez pociągi Intercités Normandie, TER Haute-Normandie i TER Basse-Normandie.